# Ступени (журнал)
«Ступе́ни» — белорусский православный журнал на русском языке, издаваемый Минской духовной академией и семинарией с 2000 года. Выходит ежеквартально (4 раза в году). Его основными авторами являются студенты и выпускники МДАиС. Распространяется в Белоруссии, России, на Украине, в Литве, Польше. Журнал позиционирует себя как «богословско-публицистическое издание».

## История
Основан в июне 2000 года трудами студентов Минских духовных школ, сплотившихся вокруг этой идеи вместе со своим новым преподавателем Александром Болонниковым, который, обучаясь в Московской Духовной академии, вместе со своими сокурсниками стоял у истоков студенческого журнала «Встреча» и был редактором приложения для заключённых этого журнала. Идею поддержал митрополит Минский и Слуцкий Филарет (Вахромеев). Журнал был зарегистрирован в Государственном комитете Республики Беларусь по печати (свидетельство № 1537) и стал первым периодическим изданием Минских Духовных Академии и Семинарии. В качестве приложения к нему выпускается сборник студенческих научных публикаций «Экспромт».
1 декабря 2010 года в рамках проведения Международного студенческого семинара «В начале было Слово» епископ Борисовский Вениамин (Тупеко) поздравил и вручил от лица митрополита Минского и Слуцкого Филарета благодарственные грамоты и памятные награды сотрудникам редакции студенческого журнала «Ступени». В связи с этой датой было отмечено, «Ступени» — «своеобразный форум, где обсуждается круг наиболее актуальных вопросов о Боге, человеке, музыке, взаимоотношении людей, литературе, Церкви, любви, святости… Рассказывается и о жизни интересных людей и alma mater — Семинарии, Жировичского монастыря, Белорусской Церкви и вообще Вселенского Православия».
10 марта 2011 года вышел в свет первый номер газеты «Стремянка», дополнения к журналу «Ступени». Первый номер «Стремянки» невелик — всего 150 экземпляров.

## Рубрики[1]
- Тема номера
- «В храме»
- «Библейский урок»
- «Семинария в лицах»
- «Гостевая»
- «За тридевять земель»
- «Не_зависимость»
- «Антивирус»
- «Поэзия»